# KDE Software Compilation 4
KDE Software Compilation 4 (kurz KDE SC 4) ist die vierte Generation der frei verfügbaren Softwaresammlung von KDE, welche vor allem aus den KDE Plasma Workspaces für Netbooks und PCs sowie einigen Einzelanwendungen besteht und neben Deutsch in vielen anderen Sprachen verfügbar ist.
Die KDE Software Compilation ist vorrangig für Rechner gedacht, auf denen ein unixähnliches Betriebssystem läuft. Ab der Version 4.1 kann sie auch direkt unter Windows oder macOS genutzt werden.

## Oberflächen

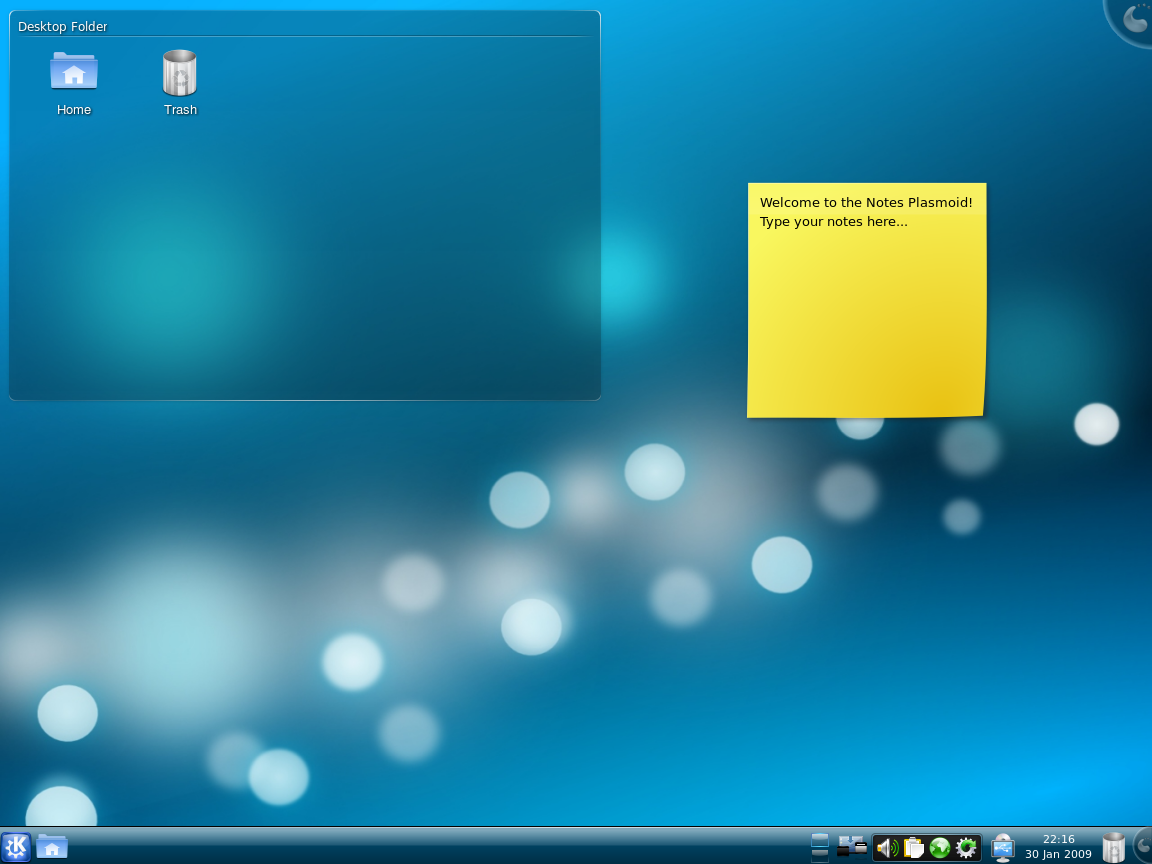
KDEs Plasma Desktop 4.2

Im Gegensatz zu den vorherigen Generationen erlaubt das flexible Design des technischen Fundaments, insbesondere Plasma, die Anpassung an unterschiedlichste Geräte-Typen und -Formfaktoren. Das KDE-Projekt nennt die daraus resultierenden unterschiedlichen Oberflächen Workspaces. Derzeit werden offiziell Oberflächen für Desktops, Netbooks, Tablets und Media Center angeboten. Weitere, z. B. für Smartphones, sind in Arbeit.

## Basisanwendungsprogramme
Die Software Compilation ist ein sehr großes Programmpaket, das viele einzelne Anwendungen enthält. Essenzielle Anwendungen sind:
- Dolphin: Flexibler Dateimanager mit vielen Funktionen.
- Dragon Player: Einfacher Mediaplayer auf Phonon-Basis.
- Gwenview: Flexibler Bildbetrachter mit einfachen Verwaltungs- und Bearbeitungsfunktionen für viele Bildformate.
- Konqueror: Modularer Webbrowser, der standardmäßig KHTML nutzt.
- Kontact: Personal Information Manager mit Komponenten für E-Mail, Adress- und Terminverwaltung.
- Kopete: Instant Messenger für verschiedene Chat-Dienste (ICQ, AIM, Jabber, Facebook-Chat usw.)
- Okular: Dateibetrachter für Dokumentenformate wie z. B. PDF.

Nicht Teil der Software Compilation sind Calligra Suite und Extragear-Anwendungen wie z. B. Amarok und K3b.

## Versionsgeschichte

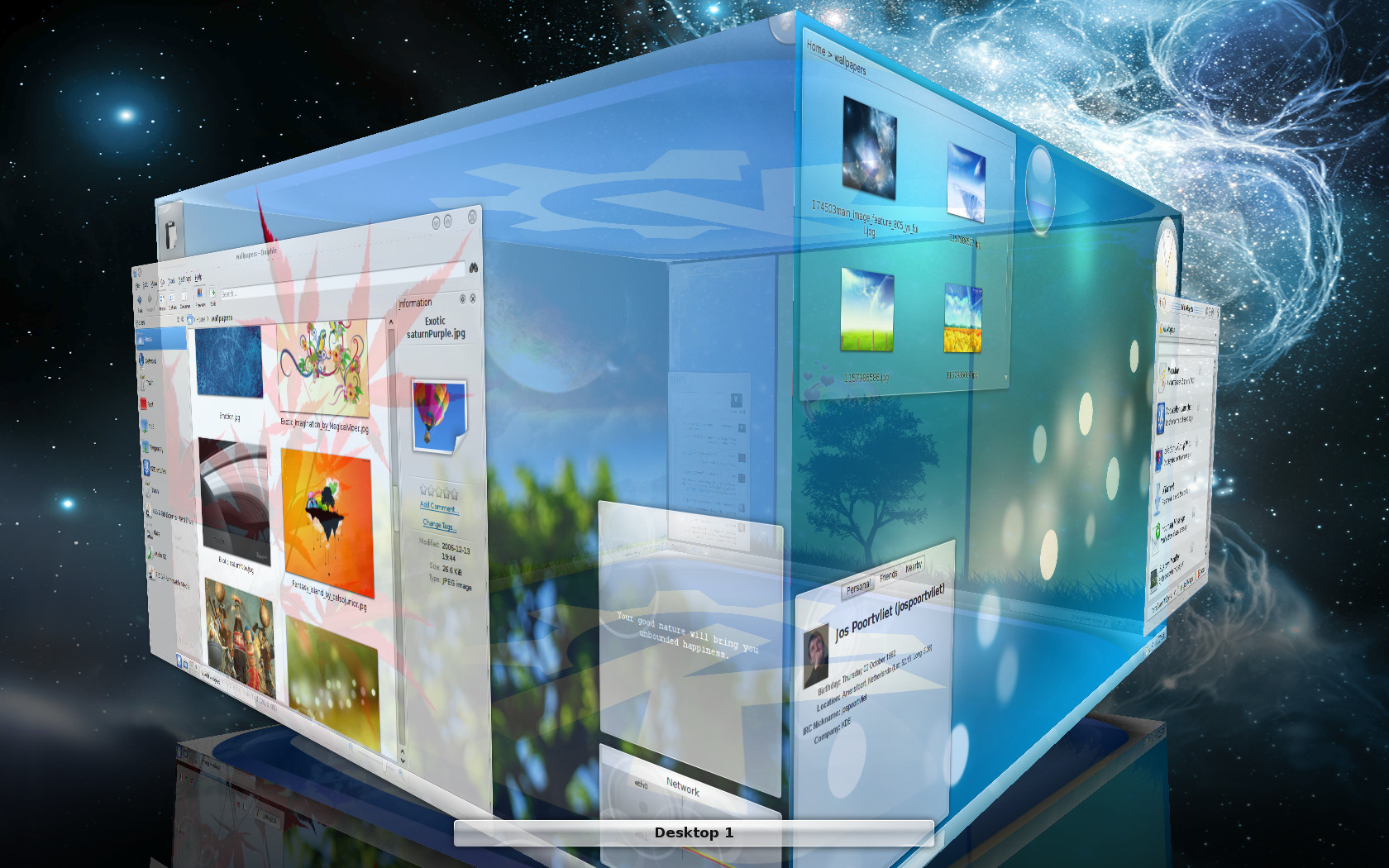
Die neuen Desktop-Effekte

### KDE 4.0
Am 18. August 2006 veröffentlichte das KDE-Team die erste Vorabversion von KDE 4.0 mit dem Namen Krash unter der Versionsnummer 3.80.1, der zwei weitere Schnappschüsse folgten. Diese drei Versionen richteten sich in erster Linie an Entwickler, die ihre Anwendungen auf KDE 4 portieren oder neue Anwendungen für KDE 4 schreiben wollen. Für Anwender sichtbare Änderungen gegenüber KDE 3.5 gab es in diesen Versionen noch kaum.
Am 11. Mai 2007 wurde KDE 4 in einer ersten Alpha-Version veröffentlicht. Erstmals zeigte KDE 4 auch optisch deutliche Unterschiede zu KDE 3, da beispielsweise der Oxygen-Iconsatz eingebunden wurde. Die erste von vier Beta-Versionen erschien am 2. August 2007. Am 20. November 2007 erfolgte die Freigabe des ersten von zwei Release Candidates (RC). Am 11. Januar 2008 wurde schließlich das finale KDE 4.0 veröffentlicht.
KDE 4.0 basiert auf Qt 4.3. Da es auch weitere grundlegende Änderungen mit sich bringt, ist es binär inkompatibel zu KDE 3.x.
Die an der Oberfläche sichtbaren Änderungen wurden hauptsächlich im Rahmen der Projekte Oxygen und Plasma entwickelt. Ersteres kümmert sich insbesondere um die Schaffung des Artworks von KDE 4, also um ein neues Icon- sowie Widget-Thema und ähnliches. Plasma ersetzt Programme wie kicker (Taskleiste) und kdesktop (Desktop) und gestaltet dadurch die Oberfläche einheitlicher.
Weiterhin wurde die Multimedia-API Phonon entwickelt, welche den alten Soundserver aRts ablöst. Phonon stellt vergleichbar mit DirectShow unter Windows und Core Audio unter Mac OS X eine einheitliche API zur Entwicklung von Audio- und Video-Anwendungen bereit. Es selbst ist jedoch kein Soundserver wie aRts, sondern nur ein Wrapper, der die Benutzung von verschiedenen Back-Ends ermöglicht.
Das Projekt Solid dient dazu, den Benutzern den Umgang mit der Computer-Hardware zu erleichtern, insbesondere mit solcher, die während des Betriebs ein- und ausgesteckt werden kann. Eine weitere Intention von Solid ist es, KDE plattformunabhängiger zu gestalten: Um auch native Versionen von KDE für andere Betriebssysteme, wie beispielsweise Windows, zu veröffentlichen, ist eine Abstraktionsschicht nötig, die es Anwendungen ermöglicht, die Hardware unter allen Betriebssystemen gleich anzusteuern. Ohne diese Schicht müsste jede Anwendung für verschiedene Betriebssysteme angepasst werden, was ein sehr großer Aufwand wäre und deshalb nur einmal – für alle anderen Applikationen benutzbar – in Solid implementiert wurde.
Außerdem verwendet KDE 4 zur Kommunikation zwischen den Anwendungen nicht mehr DCOP (Desktop Communication Protocol), sondern das vom freedesktop.org-Projekt entwickelte D-Bus. Weitere Neuerungen sind der Dateibrowser Dolphin und der universale Dokumentenbetrachter Okular, der die bisherigen Einzelprogramme KPDF, KGhostview, KView, KFax und KDVI ersetzt.
Ebenfalls wurde die Rechtschreibprüfung KSpell2 durch die Neuentwicklung Sonnet ersetzt. Sonnet verfügt neben der Rechtschreibprüfung auch über eine Grammatikprüfung, Übersetzungsfunktionen und die Erkennung der Sprache eines geschriebenen Textes. Das Team um Sonnet arbeitete dabei eng mit dem AbiWord-Team zusammen und nutzt unter anderem deren Schnittstelle zum Zugriff auf verschiedene Rechtschreibprüfungs-Systeme.
Der Fenstermanager KWin von KDE 4 stellt nun auch sogenannte Compositing-Funktionen auf der Basis von OpenGL oder XRender zur Verfügung. Effekte wie Fensterschatten und Fenstertransparenzen sind in vorhergehenden Versionen in erster Linie durch externe Projekte wie Compiz realisiert worden.

### KDE 4.1
KDE 4.1 wurde am 29. Juli 2008 veröffentlicht. Seit KDE 4.1 steht auch die integrierte PIM-Suite Kontact und ein neues Videoabspielprogramm, Dragon Player, zur Verfügung.

### KDE 4.2
KDE 4.2 wurde am 27. Januar 2009 veröffentlicht. Diese Veröffentlichung war die erste der aktuellen KDE-Generation, die für normale Nutzer ausgelegt war.
Speziell die Plasma-Oberfläche erfuhr in dieser Version weitreichende Änderungen: Der Desktop konnte auf eine traditionelle Ansicht umgestellt werden, Seitenleisten konnten versteckt werden usw.
Eine ganze Reihe weiterer neuer Funktionen wurden mitgeliefert, u. a.: PowerDevil (stellt Funktionen zur Energieeinsparung bereit), andere neue Hilfsprogramme, neue Spiele und Feinschliff an den bekannten Anwendungen wie z. B. Dolphin.

### KDE 4.3
KDE 4.3 wurde am 4. August 2009 veröffentlicht. Feinschliff der vorhandenen Komponenten stand bei dieser Version im Vordergrund und weniger das Einführen neuer Funktionen.
Die wenigen neuen Funktionen sind u. a. die Integration von PolicyKit, NetworkManager und Geolocation, sowie eine Plasma-Komponente zur Einbindung eines sozialen Netzwerks.

### KDE Software Compilation 4.4
Kurz vor Veröffentlichung der ersten Beta-Version wurde bekannt gegeben, dass sich das KDE-Projekt auf eine neue Markenstrategie geeinigt hat. Fortan ist „KDE“ nur noch Name für das Projekt selbst und das Programm-Paket wird „Software Compilation“ (SC) genannt.
Die Software Compilation 4.4 wurde am 9. Februar 2010 veröffentlicht. Einige der neuen Funktionen sind:
- KDE SC 4.4 verwendet die Version 4.6 von Qt, welche am 1. Dezember 2009 veröffentlicht wurde.[11]
- KAddressBook ist durch eine neu entwickelte Anwendung selben Namens ersetzt worden – früher provisorisch KContactManager genannt.[12]
- Eine spezielle Oberfläche für Netbooks ist eingeführt worden.[13]
- Kopete wurde in Version 1.0 veröffentlicht.[14]
- KWin erlaubt nun, ganze Fenster in Registerkarten-Gruppen anzuordnen, statt jedes nur einzeln darstellen zu können.

### KDE Software Compilation 4.5
Die Software Compilation 4.5 wurde am 10. August 2010 veröffentlicht. Fokus dieser SC-Generation liegt auf dem Feinschliff vorhandener Features, wenngleich auch einige Neue hinzukamen.
- KWin hat eine „Tiling“-Option erhalten.
- Marble kann nun auch als Routenplaner eingesetzt werden.
- Das Benachrichtigungsfeld mitsamt Benachrichtigungseinblendungen, das KDE-Infozentrum und die Systemeinstellungen wurden überarbeitet und sollen nun bessere Benutzerfreundlichkeit liefern.

Ursprünglich geplant war, die Akonadi-Portierung von KMail und den anderen Kontact-Anwendungen abzuschließen und mit der SC 4.5 zu veröffentlichen. Dieser Plan musste aufgrund von Verzögerungen jedoch verworfen werden, was dazu führte, dass keine 4.5-Versionen dieser Anwendungen erschienen. Die 4.4-Versionen erhalten bis zur Veröffentlichung von SC 4.6 Fehlerkorrekturen.

### KDE Software Compilation 4.6
Version 4.6.0 der Programmsammlung wurde am 26. Januar 2011 veröffentlicht. Die Entwicklung von Features wurde für den 4.6-Zyklus am 12. November 2010 abgeschlossen. Besonderes Augenmerk liegt in dieser Version auf der Verbesserung der Geschwindigkeit, so werden u. a. einige bisher nur über den Prozessor berechnete Effekte (Programmstartanzeige, Fenstergeometrieanzeige) ebenfalls grafikbeschleunigt mittels OpenGL gerendert.

#### Workspaces
- Leistungssteigerung[17] und ein Skript-Interface[18] für KWin
- Erstellen von Plasma-Widgets mittels der Sprache Qt Meta-Object Language (QML)[19]
- Komplett neu geschriebener Energieverwaltungsdienst[20][21]
- Ein neuer Bluetooth-Dienst, BlueDevil, ersetzt den bisherigen Dienst[22]
- Die aus der Netbook-Edition bekannten „Newspaper-Activities“ (Widgets werden in Spalten auf dem Desktop angeordnet) und „Suchen und Ausführen“ werden auch in der Desktop-Variante verfügbar sein

#### Anwendungen
- Die Routenplaner-Funktionen wurden verbessert.[23]
- Kolf wurde in großen Teilen neu geschrieben.[24]
- Kontact wird wieder als Teil der Software Compilation veröffentlicht, nachdem es nicht Teil der SC 4.5 war.[15]
- Die Systemeinstellungen werden neu strukturiert und logischer geordnet

### KDE Software Compilation 4.7
KDE SC 4.7.0 wurde am 27. Juli 2011 veröffentlicht.
Neuigkeiten von 4.7 sind unter anderem die Unterstützung von OpenGL ES im Fenstermanager KWin, um diesen auch auf mobilen Plattformen und unter Wayland einsetzen zu können. Außerdem wurden die Plasma Activities überarbeitet und erweitert, der Dateimanager Dolphin erhielt ein aufgeräumteres Benutzerinterface und Marble-Unterstützung für Sprachausgabe.

### KDE Software Compilation 4.8
KDE SC 4.8.0 wurde am 25. Januar 2012 veröffentlicht.
Unter anderem wurde das Power-Management verbessert, das nun vorgefertigte Profile bereitstellt. KWin und Dolphin wurden in Sachen Geschwindigkeit und Stabilität optimiert.

### KDE Software Compilation 4.9
KDE SC 4.9.0 wurde am 1. August 2012 veröffentlicht.
Neben zahlreichen Bugfixes wurden u. a. die Aktivitäten verbessert, weitere Plasmoids wurden nach QML portiert und in Okular erstellte Kommentare können nun im PDF-Dokument gespeichert werden.

### KDE Software Compilation 4.10
KDE SC 4.10.0 wurde am 6. Februar 2013 veröffentlicht.
Neben zahlreichen Bugfixes wurden u. a. der Datei-Indexer neu geschrieben und ersetzt den Indexer Strigi. Ebenfalls neu geschrieben wurde der Druckmanager.

### KDE Software Compilation 4.11
KDE SC 4.11.0 wurde am 14. August 2013 veröffentlicht.
Neben zahlreichen Bugfixes wurden u. a. die experimentelle Wayland-Unterstützung hinzugefügt und die Kontact-Anwendungen um neue Funktionen erweitert. Neu hinzugekommen ist ebenfalls die Unterstützung für KScreen, welches der Einstellung der Monitorkonfiguration dient.
Die Workspaces sollen zwei Jahre Support erhalten, um den Umstieg auf Qt 5 vorzubereiten.

### KDE Software Compilation 4.12
KDE SC 4.12.0 wurde am 18. Dezember 2013 veröffentlicht. Diverse KDE-Anwendungen erhielten eine Fehlerbereinigung. Die PIM-Suite erhielt eine Unterstützung von Sieve-Filtern um E-Mails bereits auf dem Server vorzufiltern, Okular unterstützt EPUB-Videos, Kate erweitert die Autovervollständigung. Die Workspaces hingegen wurden, wie zur Version 4.11 angekündigt, nicht geändert.

### KDE Software Compilation 4.13
Die Version 4.13 wurde am 16. April 2014 fertiggestellt. Die größte Änderung in dieser Version ist die Umstellung der semantischen Suche von Nepomuk auf das ressourcenschonendere Baloo.

### KDE Software Compilation 4.14
Die Version 4.14 wurde am 20. August 2014 freigegeben und stellt den letzten Versions-Sprung der Version 4 dar.

## KDE Platform
Das Fundament der Software Compilation bildet die KDE Platform. Sie umfasst eine ganze Reihe an Frameworks, so z. B.:
- KDE Input/Output – ein virtuelles Dateisystem, um Nutzern den einfachen Zugriff auf verschiedenste Dienste zu erlauben.
- KHTML – eine HTML-Rendering-Engine, die u. a. von Konqueror benutzt wird.
- KParts – ein Komponenten-Framework, durch das KDE-Anwendungen Teile anderer KDE-Anwendungen einbetten können.
- Nepomuk – war ein Semantik-Dienst für Desktop-Programme.
- Qt – Bibliothekensammlung von Digia Plc und nicht von KDE, wird aber aufgrund der engen Verzahnung als Teil der Plattform betrachtet.

Weitere Plattform-Komponenten sind:

### Plasma
Den Plasma Workspaces zugrunde liegt auch ein neues GUI-Toolkit, das zwar für viele Techniken auf Qt zugreift, allerdings eigene Bedienelemente (Knöpfe, Scrollleisten usw.) zur Verfügung stellt. Diese Bedienelemente können auch von separaten Programmen eingesetzt werden, wie zum Beispiel bei Amarok ab Version 2.0 der Fall. Auch KDevelop setzt Teile der Plasma-Technik ein.

### Phonon
Phonon (früher auch KDEMM genannt) ist die Multimedia-Schnittstelle von KDE. Darüber hinaus verwendet die Firma Qt Software die Schnittstelle für Multimedia-Funktionen in der Qt-Bibliothek.

### Solid
Solid ist die einheitliche Schnittstelle und Framework zum Einbinden von Hardware.

#### Aufgabe
Solid wurde eingeführt, um den Umgang mit Hardware zu erleichtern, insbesondere mit im Betrieb wechselnden Geräten (Hotplug), wo es die bisherigen Behelfslösungen für die Verwaltung ablösen soll. Des Weiteren macht diese Abstraktionsschicht Anwendungen, die sie nutzen, extrem flexibel und portabel und vereinfacht ihre Entwicklung; so kann die Hardware auch unter verschiedenen Betriebssystemen einheitlich angesteuert werden, was wesentlich zur Plattformunabhängigkeit von KDE SC beiträgt.

#### Funktion
Ähnlich der Multimedia-Schnittstelle Phonon verwaltet sie die Hardware nicht direkt selber, sondern macht bestehende Lösungen durch eine einheitliche Schnittstelle zugänglich.
Dabei können alle zugrundeliegenden Teile ausgetauscht werden, ohne eine Anwendung zu stören.
Solid teilt sich in verschiedene Hardware-Bereiche, wie Bluetooth oder Energieverwaltung, die unabhängig voneinander arbeiten und zu denen nach Bedarf weitere hinzugefügt werden können.
Die momentane Lösung benutzt die Hardwareabstraktionsschicht des freedesktop.org-Projektes, den NetworkManager und BlueZ (Linux’ offiziellen Bluetooth-Protokollstapel). Es wird auch an einem Back-End für die Windows-Portierung von KDE SC gearbeitet, die auf der Windows Management Instrumentation (WMI) aufbaut.
Über libkdehw stellt Solid Informationen über wechselnde Verbindungen und Geräte und zur Energieverwaltung bereit.